# 北葛城郡
北葛城郡（日语：／ Kitakatsuragi gun */?）為位於日本奈良縣西北部的郡，現管有以下四町：
- 王寺町
- 河合町
- 上牧町
- 廣陵町

在1896年由葛下郡與廣瀨郡合併而成，當時的轄區還包括現在的香芝市全部地區、葛城市的大部分區域、大和高田市北半部區域。

## 歷史

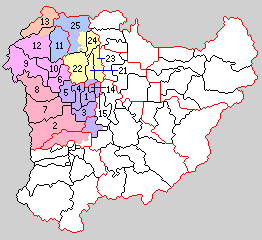
1897年北葛城郡轄下的行政區劃：
1.高田町、2.新庄村、3.浮孔村、4.磐園村、5.陵西村、6.五位堂村、7.磐城村、8.當麻村、9.二上村、10.下田村、11.上牧村、12.志都美村、13.王寺村、14.土庫村、15.松塚村、21.瀨南村、22.馬見村、23.百濟村、24.箸尾村、25.河合村
（紫色：現屬大和高田市、桃色：現屬香芝市、紅色：現屬葛城市、橙色：現屬王寺町、黃色：現屬廣陵町、青色：未曾參與合併）

- 1897年4月1日：葛下郡與廣瀨郡合併為北葛城郡，下轄高田町、新村、浮孔村（日语：浮孔村）、磐園村（日语：磐園村）、陵西村（日语：陵西村）、五位堂村（日语：五位堂村）、磐城村（日语：磐城村）、當麻村、二上村（日语：二上村 (奈良県)）、下田村（日语：下田村 (奈良県)）、上牧村、志都美村（日语：志都美村）、王寺村、土庫村（日语：土庫村）、松塚村（日语：松塚村 (奈良県)）、瀨南村（日语：瀬南村）、馬見村（日语：馬見町）、百濟村（日语：百済村）、箸尾村（日语：箸尾町）、河合村。（1町19村）
- 1901年4月1日：浮孔村的三倉堂地區被併入高田町。
- 1923年4月1日：廢除郡會和郡參事會。
- 1923年8月31日：新庄村改制為新町。[1]（2町18村）
- 1926年2月11日：王寺村改制為王寺町。[2]（3町17村）
- 1926年7月1日：廢除郡役所，此後郡不再作為行政區劃，只作為地名的表示。
- 1927年4月29日：箸尾村改制為箸尾町（日语：箸尾町）。（4町16村）
- 1927年8月22日：土庫村和松塚村被併入高田町。[3]（4町14村）
- 1941年1月1日：浮孔村和磐園村被併入高田町。[3]（4町12村）
- 1948年1月1日：高田町改制並改名為大和高田市[3]，同時脫離北葛城郡之管轄。（3町12村）
- 1953年5月1日：馬見村改制為馬見町（日语：馬見町）。（4町11村）
- 1955年4月15日：瀨南村、馬見町、百濟村合併為廣陵町。[4]（4町9村）
- 1956年4月1日：（5町4村）
  - 五位堂村、下田村、二上村、志都美村合併為香芝町。[5]
  - 磐城村、當麻村合併為新設立的當麻村。[6]
- 1956年5月3日：南葛城郡忍海村（日语：忍海村）被併入新庄町。[6]
- 1956年7月10日：新庄町的部分地區被併入南葛城郡御所町（日语：御所町 (奈良県)）（現屬御所市）。
- 1956年9月1日：箸尾町被併入廣陵町。[4]（4町4村）
- 1956年9月30日：陵西村被併入大和高田市。[3]（4町3村）
- 1957年1月1日：香芝町的部分地區被併入王寺町。
- 1957年7月1日：廣陵町的部分地區被併入大和高田市。[3]
- 1957年10月1日：新庄町的部分地區被併入南葛城郡御所町（現屬御所市）。
- 1966年4月1日：當麻村改制為當麻町。[7]（5町2村）
- 1971年12月1日：河合村改制為河合町。[8]（6町1村）
- 1972年12月1日：上牧村改制為上牧町。[9]（7町）
- 1991年10月1日：香芝町改制為香芝市[5]，同時脫離北葛城郡之管轄。（6町）
- 2004年10月1日：新庄町和當麻町合併葛城市[10]，同時脫離北葛城郡之管轄。（4町）

### 變遷表
| 1897年4月1日   | 1897年 - 1912年 | 1912年 - 1944年            | 1945年 - 1954年                     | 1955年 - 1989年                     | 1955年 - 1989年            | 1989年 - 現在              | 現在                       |
| -------------- | --------------- | -------------------------- | ----------------------------------- | ----------------------------------- | -------------------------- | -------------------------- | -------------------------- |
| 高市郡天滿村   | 高市郡天滿村    | 高市郡天滿村               | 高市郡天滿村                        | 1957年3月1日 併入大和高田市         | 大和高田市                 | 大和高田市                 | 大和高田市                 |
| 高田町         | 高田町          | 高田町                     | 1948年1月1日 改制並改名為大和高田市 | 1948年1月1日 改制並改名為大和高田市 | 大和高田市                 | 大和高田市                 | 大和高田市                 |
| 土庫村         | 土庫村          | 1927年8月22日 併入高田町   | 1948年1月1日 改制並改名為大和高田市 | 1948年1月1日 改制並改名為大和高田市 | 大和高田市                 | 大和高田市                 | 大和高田市                 |
| 松塚村         |                 | 1927年8月22日 併入高田町   | 1948年1月1日 改制並改名為大和高田市 | 1948年1月1日 改制並改名為大和高田市 | 大和高田市                 | 大和高田市                 | 大和高田市                 |
| 浮孔村         | 浮孔村          | 1941年1月1日 併入高田町    | 1948年1月1日 改制並改名為大和高田市 | 1948年1月1日 改制並改名為大和高田市 | 大和高田市                 | 大和高田市                 | 大和高田市                 |
| 磐園村         |                 | 1941年1月1日 併入高田町    | 1948年1月1日 改制並改名為大和高田市 | 1948年1月1日 改制並改名為大和高田市 | 大和高田市                 | 大和高田市                 | 大和高田市                 |
| 陵西村         | 陵西村          | 陵西村                     | 陵西村                              | 1956年9月30日 併入大和高田市        | 大和高田市                 | 大和高田市                 | 大和高田市                 |
| 五位堂村       | 五位堂村        | 五位堂村                   | 五位堂村                            | 1956年4月1日 合併為香芝町           | 1956年4月1日 合併為香芝町  | 1991年10月1日 改制為香芝市 | 1991年10月1日 改制為香芝市 |
| 二上村         |                 |                            |                                     | 1956年4月1日 合併為香芝町           | 1956年4月1日 合併為香芝町  | 1991年10月1日 改制為香芝市 | 1991年10月1日 改制為香芝市 |
| 下田村         |                 |                            |                                     | 1956年4月1日 合併為香芝町           | 1956年4月1日 合併為香芝町  | 1991年10月1日 改制為香芝市 | 1991年10月1日 改制為香芝市 |
| 志都美村       |                 |                            |                                     | 1956年4月1日 合併為香芝町           | 1956年4月1日 合併為香芝町  | 1991年10月1日 改制為香芝市 | 1991年10月1日 改制為香芝市 |
| 新村           | 新村            | 1923年8月31日 改制為新町   | 1923年8月31日 改制為新町            | 1923年8月31日 改制為新町            | 新町                       | 2004年10月1日 合併葛城市   | 2004年10月1日 合併葛城市   |
| 南葛城郡忍海村 | 南葛城郡忍海村  | 南葛城郡忍海村             | 南葛城郡忍海村                      | 1956年5月3日 併入新町               | 新町                       | 2004年10月1日 合併葛城市   | 2004年10月1日 合併葛城市   |
| 磐城村         | 磐城村          | 磐城村                     | 磐城村                              | 1956年4月1日 合併為當麻村           | 1966年4月1日 改制為當麻町  | 2004年10月1日 合併葛城市   | 2004年10月1日 合併葛城市   |
| 當麻村         |                 |                            |                                     | 1956年4月1日 合併為當麻村           | 1966年4月1日 改制為當麻町  | 2004年10月1日 合併葛城市   | 2004年10月1日 合併葛城市   |
| 上牧村         | 上牧村          | 上牧村                     | 上牧村                              | 上牧村                              | 1972年12月1日 改制為上牧町 | 1972年12月1日 改制為上牧町 | 1972年12月1日 改制為上牧町 |
| 王寺村         | 王寺村          | 1926年2月11日 改制為王寺町 | 1926年2月11日 改制為王寺町          | 1926年2月11日 改制為王寺町          | 1926年2月11日 改制為王寺町 | 1926年2月11日 改制為王寺町 | 1926年2月11日 改制為王寺町 |
| 瀨南村         | 瀨南村          | 瀨南村                     | 瀨南村                              | 1955年4月15日 合併為廣陵町          | 廣陵町                     | 廣陵町                     | 廣陵町                     |
| 馬見村         | 馬見村          | 馬見村                     | 1953年5月1日 改制為馬見町           | 1955年4月15日 合併為廣陵町          | 廣陵町                     | 廣陵町                     | 廣陵町                     |
| 百濟村         |                 |                            |                                     | 1955年4月15日 合併為廣陵町          | 廣陵町                     | 廣陵町                     | 廣陵町                     |
| 箸尾村         | 箸尾村          | 1927年4月29日 改制為箸尾町 | 1927年4月29日 改制為箸尾町          | 1956年9月1日 併入廣陵町             | 廣陵町                     | 廣陵町                     | 廣陵町                     |
| 河合村         | 河合村          | 河合村                     | 河合村                              | 河合村                              | 1971年12月1日 改制為河合町 | 1971年12月1日 改制為河合町 | 1971年12月1日 改制為河合町 |